# Mastectomia
La mastectomia és el terme mèdic per a la remoció d'un o tots dos pits de manera parcial o completa. Aquesta extirpació pot ser preventiva o bé curativa.

## Tipus de mastectomia
La mastectomia és un dels possibles tractaments per la neoplàsia de mama. Aquesta es pot dur a terme amb dues finalitats diferents: conservadora o radical.
La mastectomia usualment es realitza per lluitar contra el càncer de pit; en alguns casos, les dones que presenten alt risc de ser diagnosticades càncer de mama es fan una intervenció profilàctica, és a dir, per prevenir el càncer en lloc de per tractar-lo.

### Mastectomia conservadora
Aquesta intervenció no té l'objectiu d'extirpar la mama sinó que únicament extreu el tumor de la mama. Dins de la mastectomia conservadora podem trobar: tumorectomia i mastectomia parcial.

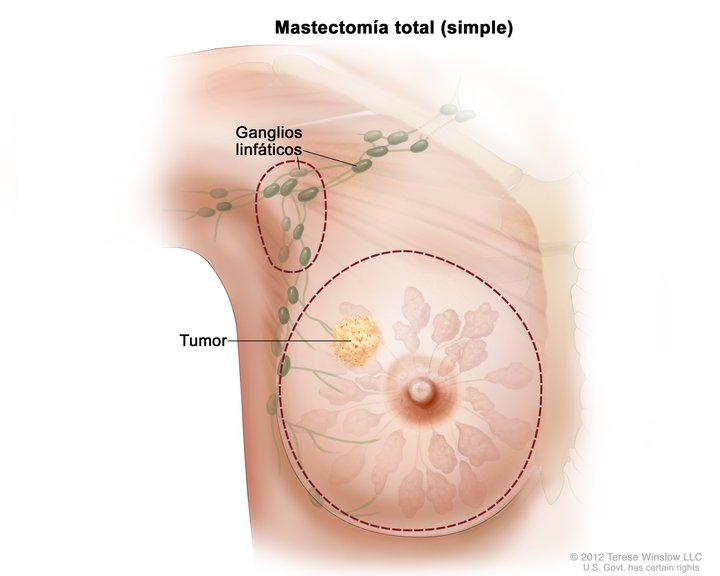
Mastectomia total

Per una banda, la tumorectomia és la cirurgia que té com a objectiu extirpar el tumor i el teixit del seu voltant. Per altra banda, la mastectomia radical o mastectomia segmentària extreu el tumor juntament amb una segment de la mama.

### Mastectomia radical
La mastectomia radical inclou dos procediments: mastectomia total i mastectomia radical modificada. La mastectomia total consisteix en l'extirpació de tota la mama, arèola i mugró, i alguns ganglis limfàtics de sota el braç. Per altra banda, la mastectomia radical modificada consisteix en l'extirpació de tota la mama i gran part dels ganglis limfàtics del braç. Es realitzen dues intervencions diferents, una per extreure la mama i l'altre per extreure els ganglis limfàtics.
La dissecció dels ganglis limfàtics és el nom amb què es coneix el procediment d'extreure els ganglis de sota el braç.
Sovint la mastectomia era realitzada durant la mateixa operació en la qual es prenia la biòpsia per confirmar el diagnòstic. Avui dia, la decisió de fer una mastectomia és usualment basada en una biòpsia realitzada prèviament. També, hi ha una tendència a un tractament més conservatiu amb el càncer de pit. La pràctica ha canviat, d'una banda, a causa de les millores en radioteràpia i tractament coadjuvant (per exemple quimioteràpia i teràpia hormonal) i per una altra banda en un reconeixement més d'hora de la metàstasi del càncer de pit.
L'escissió radical no previndrà contra tumors secundaris posteriors que succeeixin com a resultat de micrometàstasis que hagin succeït abans d'haver estat descobert el càncer. Els països més desenvolupats només una minoria dels nous casos de càncer de mama són tractats amb mastectomia.

## Efectes secundaris
El post-operatori d'una mastectomia pot comportar tota una sèrie d'efectes secundaris. Aquests són: linfedema, alteració local de la sensibilitat, desequilibri postural, mobilitat del braç, etc.
El linfedema és la conseqüència de l'extirpació d'alguns ganglis limfàtics que pot afectar la circulació de líquid limfàtic. La sensibilitat es pot veure alterada però amb el pas del temps va disminuint i fins i tot desapareix. L'extirpació dels ganglis també provoca una alteració en la mobilitat del braç, els músculs es troben rígids. Per aquest motiu, cal iniciar rehabilitació al més aviat possible.